# Rabbi Matondo
Rabbi Matondo (Liverpool, Inglaterra, 9 de septiembre de 2000) es un futbolista británico que juega en la demarcación de delantero para el Rangers F. C. de la Scottish Premiership.

## Selección nacional
Tras jugar con la selección de fútbol sub-17 de Gales y la sub-21, finalmente debutó con la selección absoluta el 20 de noviembre de 2018. Lo hizo en un partido amistoso contra Albania que finalizó con un resultado de 1-0 a favor del combinado albano tras el gol de Bekim Balaj.

## Clubes
| Club                       | País       | Año       | Partidos | Goles |
| -------------------------- | ---------- | --------- | -------- | ----- |
| F. C. Schalke 04 II        | Alemania   | 2019      | 2        | 0     |
| F. C. Schalke 04           | Alemania   | 2019-2021 | 32       | 2     |
| Stoke City F. C. (cedido)  | Inglaterra | 2021      | 11       | 1     |
| Círculo de Brujas (cedido) | Bélgica    | 2021-2022 | 27       | 10    |
| Rangers F. C.              | Escocia    | 2022-2025 | 67       | 8     |
| Hannover 96 (cedido)       | Alemania   | 2025      | 10       | 1     |
| Rangers F. C.              | Escocia    | 2025-     |          |       |

## Palmarés

### Títulos nacionales
| Título                     | Club          | País    | Año     |
| -------------------------- | ------------- | ------- | ------- |
| Copa de la Liga de Escocia | Rangers F. C. | Escocia | 2023-24 |